# Vovceatîci, Jîdaciv
Vovceatîci (în ucraineană Вовчатичі) este un sat în comuna Verbîțea din raionul Jîdaciv, regiunea Liov, Ucraina.

## Demografie
Componența lingvistică a localității Vovceatîci
     Ucraineană (100%)
Conform recensământului din 2001, toată populația localității Vovceatîci era vorbitoare de ucraineană (100%).